# La Chuvera
La Chuvera (nom oficial al Nomenclàtor Geogràfic d'Aragó) és una partida del terme municipal de Binèfar (Aragó). Està situada al costat de l'A-22, a l'extrem occidental de la localitat i tocant a la partida d'Alcort i al mont Fobet.

## Toponímia
Apareix per primera vegada el 3 d'agost de 1766 en un protocol notarial de José de Arias y Javierre relatiu a una venda: 
| « | Un campo de tierra blanca con oliveras que sera de doze fanegas de sembradura poco mas o menos, o lo que fuere, sito en los terminos de dicha villa de Vinefar a la partida llamada Chubera, que confrenta con olivar de Francisco Butiller, heredad de D. Antonio Mozarabe, camino que passa por medio de dicho campo, que ba al Romeral y camino que ba al lugar de Pueyo de Moros | » |

Benito Coll documenta la variant La Juera en una antiga escriptura de 1582, que no es conserva en l'actualitat. El substantiu chuvera deriva del llatí IŬGU > jou en català y chubo en aragonès, amb una consonant africada sorda a l'inici de paraula característica de la fonètica aragonesa, així com del valencià apitxat.
El terme ve del català dialectal jovera, sent "el lloc entre les dues clavilles del jou, on l'animal fica el cap". Es troba també a la toponímia de Calaceit fent referència a un terreny que fa d'unió entre les zones que l'envolten.